# Хронологія пілотованих космічних польотів (1990-ті)
Цей список містить перелік пілотованих польотів з 1990-го по 1999-й роки. 1990-ті — четверте десятиліття польотів людини в космос. У цей період було розпочато будівництво Міжнародної космічної станції.

## 1990 рік
| №   | Дата         | Корабель         | Екіпаж                                                                                              | Країна | Досягнення | Тривалість                                                     |
| --- | ------------ | ---------------- | --------------------------------------------------------------------------------------------------- | ------ | --- | -------------------------------------------------------------- |
| 127 | 9 січня      | Колумбія STS-32  | Деніел Бранденстайн, Джеймс Уезербі, Бонні Данбар, Марша Айвінс, Джордж Лоу                         | США    | 33-й політ шатла. 9-й політ «Колумбії». | 10 діб 21 година 01 хвилина                                    |
| 128 | 11 лютого    | «Союз ТМ-9»      | Анатолій Якович Соловйов, Олександр Миколайович Баландін                                            | СРСР   | Шоста довготривала експедиція на станції «Мир». | 179 діб 1 година 19 хвилин                                     |
| 129 | 28 лютого    | Атлантіс STS-36  | Джон Крейтон, Джон Каспер, Дейвід Хілмерс, Річард Маллейн, П'єр Туот                                | США    | 34-й політ шатла. 6-й політ «Атлантіса». Політ для міністерства оборони США. | 4 доби 10 годин 18 хвилин                                      |
| 130 | 24 квітня    | Діскавері STS-31 | Лорен Шрайвер, Чарльз Болден, Стівен Хоулі, Брюс МакКендлесс, Кетрін Саллівен                       | США    | 35-й політ шатла. 10-й політ «Діскавері». Запуск телескопа Хаббл. | 5 діб 1 година 16 хвилин                                       |
| 131 | 1 серпня     | «Союз ТМ-10»     | Геннадій Михайлович Манаков, Геннадій Михайлович Стрекалов                                          | СРСР   | Сьома довготривала експедиція на станції «Мир». | 130 діб 20 годин 36 хвилин                                     |
| 132 | 6 жовтня     | Діскавері STS-41 | Річард Річардс, Роберт Кабана, Брюс Мельник, Вільям Шеперд, Томас Ейкерс                            | США    | 36-й політ шатла. 11-й політ «Діскавері». | 4 доби 2 години 10 хвилин                                      |
| 133 | 15 листопада | Атлантіс STS-38  | Річард Кові, Френк Калбертсон, Чарлз Гемар, Роберт Спрінгер, Карл Мід                               | США    | 37-й політ шатла. 7-й політ «Атлантіса». Політ для міністерства оборони США. | 4 доби 21 година 55 хвилин                                     |
| 134 | 2 грудня     | Колумбія STS-35  | Венс Бранд, Гай Гарднер, Джеффрі Хоффман, Джон Лаундж, Роберт Паркер, Семюєл Дарранс, Роналд Парізі | США    | 38-й політ шатла. 10-й політ «Колумбії». | 8 діб 23 години 05 хвилин                                      |
| 135 | 2 грудня     | «Союз ТМ-11»     | Віктор Михайлович Афанасьєв, Муса Хираманович Манаров, Тоехіро Акіяма (Японія)                      | СРСР   | Восьма довготривала експедиція на станції «Мир». «Союз ТМ-11» стартував у космос в один день з «Колумбією STS-35», але на 1,5 години пізніше. Тоехіро Акіяма — перший космонавт з Японії, повернувся на Землю на «Союзі ТМ-10». Новий рекорд сумарної тривалості перебування у космосі — Манаров (за два польоти) = 12984 години 32 хвилини (541 доба 00 годин 32 хвилини). | 175 діб 1 година 52 хвилини Акіяма — 7 діб 21 година 55 хвилин |

Підсумки року
- Космонавтів СРСР — 70 (+3 за рік); Пілотованих польотів СРСР — 69 (+3 за рік)
- Астронавтів США — 146 (+13 за рік); Пілотованих польотів США — 66 (+6 за рік)
- Космонавтів інших країн — 23 (+1 за рік)
- Всього астронавтів і космонавтів — 239 (+17 за рік)
- Всього пілотованих польотів — 135 (+9 за рік)

## 1991 рік
| №   | Дата         | Корабель         | Екіпаж | Країна | Досягнення | Тривалість |
| --- | ------------ | ---------------- | --- | ------ | --- | --- |
| 136 | 5 квітня     | Атлантіс STS-37  | Стівен Рей Нейджел, Кеннет Доналд Камерон, Лінда Максін Годвін, Джеррі Лінн Росс, Джером Епт                                                                             | США    | 39-й політ шатла. 8-й політ «Атлантіса». | 6 діб 00 годин 32 хвилини |
| 137 | 28 квітня    | Діскавері STS-39 | Майкл Ллойд Коутс, Блейн Ллойд Геммонд, Грегорі Джордан Гарбо, Доналд Рей Макмонеґл, Гайон Стюарт Блуфорд, Чарльз Віл, Хіб Річард Джеймс Гіб                             | США    | 40-й політ шатла. 12-й політ «Діскавері». Політ для міністерства оборони США. | 8 діб 7 годин 22 хвилини |
| 138 | 18 травня    | «Союз ТМ-12»     | Арцебарський Анатолій Павлович, Крикальов Сергій Костянтинович, Гелен Патриція Шарман (Велика Британія)                                                                  | СРСР   | Дев'ята довготривала експедиція на станції «Мир». Крикальов повернувся на Землю на «Союзі ТМ-13». Гелен Шарман — перша жінка-космонавт з Великої Британії, повернулася на Землю на «Союзі ТМ-11». | Корабель і Арцебарский — 144 доби 15 годин 22 хвилини Крикальов — 311 діб 20 годин 1 хвилина Шарман — 7 діб 21 година 15 хвилин |
| 139 | 5 червня     | Колумбія STS-40  | Деніел Брайан О'коннор, Сідні Макніл Гутьєррес, Джеймс Філліпп Бейґіан, Тамара Елізабет Джерніґан, Марґарет Рі Седдон, Ендрю Френсіс Ґеффні, Міллі Елізабет Г'юз-Фулфорд | США    | 41-й політ шатла. 11-й політ «Колумбії». | 9 діб 2 години 15 хвилин |
| 140 | 2 серпня     | Атлантіс STS-43  | Джон Блага, Майкл Аллен Бейкер, Шеннон Матильда Веллс Лусід, Джордж Дейвід Лоу, Джеймс Крейґ Адамсон                                                                     | США    | 42-й політ шатла. 9-й політ «Атлантіса». | 8 діб 21 година 21 хвилина |
| 141 | 13 вересня   | Діскавері STS-48 | Джон Крейтон, Кеннет Стенлі Райтлер, Чарлз Доналд Ґемар, Джеймс Фредерік Баклі, Марк Ніл Браун                                                                           | США    | 43-й політ шатла. 13-й політ «Діскавері». Політ для міністерства оборони США. | 5 діб 8 годин 28 хвилин |
| 142 | 2 жовтня     | «Союз ТМ-13»     | Волков Олександр, Аубакіров Токтар Онгарбайович, Франц Артур Фібек (Австрія)                                                                                             | СРСР   | Десята довготривала експедиція на станції «Мир». Франц Фібек — перший космонавт з Австрії. Аубакіров і Фібек повернулися на Землю на «Союзі ТМ-12».                                               | Корабель і Волков — 175 діб 2 години 51 хвилина Аубакіров і Фібек — 7 діб 22 години 12 хвилин                                   |
| 143 | 24 листопада | Атлантіс STS-44  | Фредерік Дрю Ґрегорі, Теренс Томас Генрікс, Джеймс Восс, Сторі Масгрейв, Маріо Ранко, Джон Томас Геннен                                                                  | США    | 44-й політ шатла. 10-й політ «Атлантіса». Політ для міністерства оборони США. | 6 діб 22 години 51 хвилина |

Підсумки року
- Космонавтів СРСР — 72 (+2 за рік); Пілотованих польотів СРСР — 71 (+2 за рік)
- Астронавтів США — 164 (+18 за рік); Пілотованих польотів США — 72 (+6 за рік)
- Космонавтів інших країн — 25 (+2 за рік)
- Всього астронавтів і космонавтів — 261 (+22 за рік)
- Всього пілотованих польотів — 143 (+8 за рік)
- Рекорд тривалості польоту (Титов, Манаров) = 8782 годин 40 м (365 діб 22 години 40 хвилин)
- Рекорд сумарної тривалості перебування в космосі — Манаров (за два польоту) = 12984 години 32 хвилини (541 доба 00 годин 32 хвилини).

## 1992 рік
| №   | Дата       | Корабель         | Екіпаж | Країна | Досягнення | Тривалість                                                     |
| --- | ---------- | ---------------- | --- | ------ | --- | -------------------------------------------------------------- |
| 144 | 22 січня   | Діскавері STS-42 | Роналд Грейб, Стівен Освальд, Норман Тагард, Дейвід Хілмерс, Вільям Редді, Роберта Бондар (Канада), Ульф Мербольд (Німеччина)    | США    | 45-й політ шатла. 14-й політ «Діскавері». Роберта Бондар — перша жінка-астронавт з Канади.                                                             | 8 діб 1 година 15 хвилин                                       |
| 145 | 17 березня | «Союз ТМ-14»     | Олександр Степанович Вікторенко, Олександр Юрійович Калері, Клаус-Дітріх Фладе (Німеччина)                                       | РФ     | 11-я довготривала експедиція на станції «Мир». Перший політ під прапором РФ. Калері — перший космонавт РФ. Фладе повернувся на Землю на «Союзі ТМ-13». | 145 діб 1 година 11 хвилин Фладе — 7 діб 21 година 57 хвилин   |
| 146 | 24 березня | Атлантіс STS-45  | Чарльз Болден, Брайан Даффі, Кетрін Салліван, Девід Лістма, Майкл Фоул, Дірк Фрімаут (Бельгія), Байрон Ліхтенберг                | США    | 46-й політ шатла. 11-й політ «Атлантіса». Фрімаут — перший астронавт з Бельгії.                                                                        | 8 діб 22 години 9 хвилин                                       |
| 147 | 7 травня   | Індевор STS-49   | Деніел Бранденстайн, Кевін Чілтон, Річард Хіб, Брюс Мелник, П'єр Туот, Кетрін Торнтон, Томас Ейкерс                              | США    | 47-й політ шатла. 1-й політ «Індевора». Перший політ нового шатла — «Індевор». Вперше троє осіб здійснили вихід у відкритий космос з одного корабля.   | 8 діб 21 година 18 хвилин                                      |
| 148 | 25 червня  | Колумбія STS-50  | Річард Річардс, Кеннет Боуерсокс, Бонні Данбар, Елєн Бейкер, Карл Мід, Лоуренс Делукас, Юджин Трін                               | США    | 48-й політ шатла. 12-й політ «Колумбії». | 13 діб 19 годин 30 хвилин                                      |
| 149 | 27 липня   | «Союз ТМ-15»     | Анатолій Якович Соловйов, Авдєєв Сергій Васильович, Мішель Тоніні (Франція)                                                      | РФ     | 12-я довготривала експедиція на станції «Мир». Тоніні — третій космонавт Франції, повернувся на Землю на «Союзв ТМ-14».                                | 188 діб 21 година 39 хвилин Тоніні — 13 діб 18 годин 56 хвилин |
| 150 | 31 липня   | Атлантіс STS-46  | Лорен Шрайвер, Ендрю Аллен, Клод Нікольє (Швейцарія), Марша Айвінс, Джеффрі Хоффман, Франклін Чанг-Діаз, Франко Малерба (Італія) | США    | 49-й політ шатла. 12-й політ «Атлантіса». Нікольє — перший астронавт зі Швейцарії. Малерба — перший астронавт з Італії.                                | 7 діб 23 години 16 хвилин                                      |
| 151 | 12 вересня | Індевор STS-47   | Роберт Гібсон, Кертіс Браун, Марк Лі, Джей Епт, Ненсі Дейвіс, Мей Джемісон, Морі Мамору (Японія)                                 | США    | 50-й політ шатла. 2-й політ «Індевора». Вперше в космосі чоловік і дружина (Лі і Девіс)                                                                | 7 діб 22 години 30 хвилин                                      |
| 152 | 22 жовтня  | Колумбія STS-52  | Джеймс Уезербі, Майкл Бейкер, Вільям Шеперд, Тамара Джерніган, Чарлз Віл, Стівен МакЛейн (Канада)                                | США    | 51-й політ шатла. 13-й політ «Колумбії». | 9 діб 20 годин 57 хвилин                                       |
| 153 | 2 грудня   | Діскавері STS-53 | Дейвід Вокер, Роберт Кабана, Гайон Блуфорд, Джеймс Восс, Майкл Кліффорд.                                                         | США    | 52-й політ шатла. 15-й політ «Діскавері». Політ для міністерства оборони США.                                                                          | 7 діб 7 годин 19 хвилин                                        |

Підсумки року
- Космонавтів РФ — 74 (+2 за рік); Пілотованих польотів РФ — 73 (+2 за рік)
- Астронавтів США — 177 (+13 за рік); Пілотованих польотів США — 80 (+8 за рік)
- Космонавтів інших країн — 33 (+8 за рік)
- Всього астронавтів і космонавтів — 284 (+23 за рік)
- Всього пілотованих польотів — 153 (+10 за рік)
- Рекорд тривалості польоту (Титов, Манаров) = 8782 годин 40 хвилин (365 діб 22 години 40 хвилин)
- Рекорд сумарної тривалості перебування в космосі — Манаров (за два польоти) = 12984 години 32 хвилини (541 доба 00 годин 32 хвилини).

## 1993 рік
| №   | Дата       | Корабель         | Екіпаж | Країна | Досягнення | Тривалість                                                   |
| --- | ---------- | ---------------- | --- | ------ | --- | ------------------------------------------------------------ |
| 154 | 13 січня   | Індевор STS-54   | Джон Каспер, Доналд Макмонегл, Грегорі Гарбо, Маріо Ранко, Сьюзен Гелмс                                                          | США    | 53-й політ шатла. 3-й політ «Індевора».                                                                                    | 5 діб 23 години 39 хвилин                                    |
| 155 | 24 січня   | «Союз ТМ-16»     | Геннадій Михайлович Манаков, Олександр Федорович Полещук                                                                         | РФ     | 13-я довготривала експедиція на станції «Мир».                                                                             | 179 діб 0 годин 44 хвилини                                   |
| 156 | 8 квітня   | Діскавері STS-56 | Кеннет Камерон, Стівен Освальд, Майкл Фоул, Кеннет Кокрелл, Еллен Очоа                                                           | США    | 54-й політ шатла. 16-й політ «Діскавері». Політ для міністерства оборони США.                                              | 9 діб 6 годин 9 хвилин                                       |
| 157 | 26 квітня  | Колумбія STS-55  | Стівен Нейджел, Теренс Генрікс, Джеррі Росс, Чарлз Прекорт, Бернард Гарріс, Ульріх Вальтер (Німеччина), Ганс Шлегель (Німеччина) | США    | 55-й політ шатла. 14-й політ «Колумбії». Політ за програмою Німеччини.                                                     | 9 діб 20 годин 57 хвилин                                     |
| 158 | 21 червня  | Індевор STS-57   | Роналд Грейб, Брайан Даффі, Джордж Лоу, Ненсі Керрі, Пітер Вайсофф, Дженіс Елейн Восс                                            | США    | 56-й політ шатла. 4-й політ «Індевора».                                                                                    | 9 діб 23 години 46 хвилин                                    |
| 159 | 1 липня    | «Союз ТМ-17»     | Василь Васильович Циблієв, Олександр Олександрович Серебров, Жан-П'єр Еньєре (Франція)                                           | РФ     | 14-я довготривала експедиція на станції «Мир». Еньєре — четвертий космонавт Франції, повернувся на Землю на «Союзі ТМ-16». | 196 діб 17 годин 46 хвилин Еньєре — 20 діб 16 годин 9 хвилин |
| 160 | 12 вересня | Діскавері STS-51 | Френк Калбертсон, Вільям Редді, Джеймс Ньюман, Деніел Бурш, Карл Волз                                                            | США    | 57-й політ шатла. 17-й політ «Діскавері». Політ для міністерства оборони США. 300-f людина в космосі                       | 9 діб 20 годин 11 хвилин                                     |
| 161 | 18 жовтня  | Колумбія STS-58  | Джон Блаха, Річард Сирфосс, Шеннон Лусид, Девід Вулф, Вільям Макартур, Маргарет Седдон, Мартін Феттман                           | США    | 58-й політ шатла. 15-й політ «Колумбії».                                                                                   | 14 діб 0 годин 12 хвилин                                     |
| 162 | 2 грудня   | Індевор STS-61   | Річард Кові, Кеннет Боуерсокс, Томас Ейкерс, Джеффрі Гоффман, Кетрін Торнтон, Клод Нікольє (Швейцарія), Сторі Масгрейв           | США    | 59-й політ шатла. 5-й політ «Індевора». Експедиція з обслуговування телескопа Габбл.                                       | 10 діб 19 годин 58 хвилин                                    |

Підсумки року
- Космонавтів РФ — 76 (+2 за рік); Пілотованих польотів РФ — 75 (+2 за рік)
- Астронавтів США — 192 (+15 за рік); Пілотованих польотів США — 87 (+7 за рік)
- Космонавтів інших країн — 36 (+3 за рік)
- Всього астронавтів і космонавтів — 304 (+20 за рік)
- Всього пілотованих польотів — 162 (+9 за рік)
- Рекорд тривалості польоту (Титов, Манаров) = 8782 годин 40 хвилин (365 діб 22 години 40 хвилин)
- Рекорд сумарної тривалості перебування у космосі — Манаров (за два польоти) = 12984 години 32 хвилини (541 доба 00 годин 32 хвилини).

## 1994 рік
| №   | Дата        | Корабель         | Екіпаж | Країна | Досягнення | Тривалість                                                                               |
| --- | ----------- | ---------------- | --- | ------ | --- | ---------------------------------------------------------------------------------------- |
| 163 | 8 січня     | «Союз ТМ-18»     | Віктор Михайлович Афанасьєв, Юрій Володимирович Усачов, Валерій Володимирович Поляков                       | РФ     | 15-я довготривала експедиція на станції «Мир». Поляков почав рекордний за тривалістю політ, приземлився на «Союзі ТМ-20».                     | 182 доби 00 годин 27 хвилин Поляков — 10505 годин 58 хвилин (437 діб 17 годин 58 хвилин) |
| 164 | 3 лютого    | Діскавері STS-60 | Чарльз Болден, Кеннет Райтлер, Ненсі Дейвіс, Рональд Сега, Франклін Чанг-Діаз, Сергій Крикальов (РФ)        | США    | 60-й політ шатла. 18-й політ «Діскавері». 1-й політ за програмою «Мир-Шатл». Крикальов — перший російський космонавт на американському шатлі. | 8 діб 7 годин 9 хвилин                                                                   |
| 165 | 4 березня   | Колумбія STS-62  | Джон Каспер, Ендрю Аллен, П'єр Туот, Чарльз Гемар, Марша Айвінс                                             | США    | 61-й політ шатла. 16-й політ «Колумбії». | 13 діб 23 години 17 хвилин                                                               |
| 166 | 9 квітня    | Індевор STS-59   | Сідні Гутьєррес, Кевін Чілтон, Джей Епт, Майкл Кліффорд, Лінда Годвін, Томас Джоунс                         | США    | 62-й політ шатла. 6-й політ «Індевора». Експедиція з обслуговування телескопа Габбл.                                                          | 11 діб 5 годин 50 хвилин                                                                 |
| 167 | 1 липня     | «Союз ТМ-19»     | Юрій Іванович Маленченко, Талгат Амангельдийович Мусабаєв                                                   | РФ     | 16-я довготривала експедиція на станції «Мир».                                                                                                | 125 діб 22 години 53 хвилини                                                             |
| 168 | 8 липня     | Колумбія STS-65  | Роберт Кабана, Джеймс Холселл, Річард Хіб, Карл Уолз, Лерой Чиао, Доналд Томас, Тіакі Мукаї (Японія)        | США    | 63-й політ шатла. 17-й політ «Колумбії». | 14 діб 17 годин 55 хвилин                                                                |
| 169 | 9 вересня   | Діскавері STS-64 | Річард Річардс, Блейн Хеммонд, Джеррі Ліненджер, Сьюзен Хелмс, Карл Мід, Марк Лі                            | США    | 64-й політ шатла. 19-й політ «Діскавері». | 10 діб 22 години 50 хвилин                                                               |
| 170 | 30 вересня  | Індевор STS-68   | Майкл Бейкер, Терренс Вілкатт, Томас Джоунс, Стівен Сміт, Деніел Бурш, Пітер Вайсофф                        | США    | 65-й політ шатла. 7-й політ «Індевора». Експедиція з обслуговування телескопа Габбл. 200-й американський астронавт на орбіті                  | 11 діб 5 годин 46 хвилин                                                                 |
| 171 | 3 жовтня    | «Союз ТМ-20»     | Олександр Степанович Вікторенко, Олена Володимирівна Кондакова, Ульф Мербольд (Німеччина)                   | РФ     | 17-я довготривала експедиція на станції «Мир». Мербольд двічі літав з американцями на шатлах, повернувся на Землю на «Союзі ТМ-19».           | 169 діб 5 годин 21 хвилина Мербольд — 31 доба 12 годин 36 хвилин                         |
| 172 | 3 листопада | Атлантіс STS-66  | Доналд Макмонегл, Кертіс Браун, Еллен Очоа, Джозеф Таннер, Жан-Франсуа Клервуа (Франція), Скотт Паразінськи | США    | 66-й політ шатла. 13-й політ «Атлантіса». | 10 діб 22 години 34 хвилини                                                              |

Підсумки року
- Космонавтів РФ — 80 (+4 за рік); Пілотованих польотів РФ — 78 (+3 за рік)
- Астронавтів США — 202 (+10 за рік); Пілотованих польотів США — 94 (+7 за рік)
- Космонавтів інших країн — 38 (+2 за рік)
- Всього астронавтів і космонавтів — 320 (+16 за рік)
- Всього пілотованих польотів — 172 (+9 за рік)
- Рекорд тривалості польоту (Титов, Манаров) = 8782 годин 40 хвилин (365 діб 22 години 40 хвилин)
- Рекорд сумарної тривалості перебування в космосі — Манаров (за два польоти) = 12984 години 32 хвилини (541 доба 00 годин 32 хвилини).

## 1995 рік
| №   | Дата         | Корабель         | Екіпаж | Країна | Досягнення | Тривалість                                                                  |
| --- | ------------ | ---------------- | --- | ------ | --- | --------------------------------------------------------------------------- |
| 173 | 3 лютого     | Діскавері STS-63 | Джеймс Везербі, Айлін Коллінз, Бернард Харріс, Майкл Фоул, Дженіс Восс, Володимир Титов (РФ)                        | США    | 67-й політ шатла. 20-й політ «Діскавері». 2-й політ за програмою «Мир-Шатл». Зближення до 10 метрів з російською космічною станцією «Мир». Коллінз — перша жінка-пілот шатла. Тітов — другий російський космонавт на американському шатлі. | 8 діб 6 годин 28 м                                                          |
| 174 | 2 березня    | Індевор STS-67   | Стівен Освальд, Вільям Грегорі, Джон Грансфелд, Уенді Лоуренс, Тамара Джерніган, Роналд Парізі, Семюєл Дарранс      | США    | 68-й політ шатла. 8-й політ «Індевора». Найдовший політ шатла на той момент. | 16 діб 15 годин 8 хвилин                                                    |
| 175 | 14 березня   | «Союз ТМ-21»     | Володимир Миколайович Дежуров, Геннадій Михайлович Стрекалов, Норман Тагард (США)                                   | РФ     | 18-я довготривала експедиція на станції «Мир». Тагард — перший американець на російському «Союзі». Екіпаж повернувся на Землю на шатлі «Атлантіс STS-71». Майже через 438 діб в космосі Поляков поверувся на Землю. Новий рекорд тривалості перебування у космосі — Поляков = 10505 годин 58 хвилин (437 діб 17 годин 58 хвилин). Новий рекорд сумарної тривалості перебування у космосі — Поляков (за два польоти) = 15328 годин 332 хвилини (638 діб 16 годин 33 хвилини). | Корабель — 181 доба 00 годин 41 хвилина Екіпаж — 115 діб 8 годин 43 хвилини |
| 176 | 27 червня    | Атлантіс STS-71  | Роберт Гібсон, Чарльз Прекорт, Елєн Бейкер, Грегорі Гарбо, Бонні Данбар, Анатолій Соловйов (РФ), Микола Бударін(РФ) | США    | 69-й політ шатла. 14-й політ «Атлантіса». 3-й політ за програмою «Мир-Шатл». Перше стикування шатла зі станцією «Мир». Соловйов і Бударін залишилися на станції і повернулися на Землю на «Союзі ТМ-21». Бударін — перший російський космонавт, що здійснив власний перший політ на американському шатлі. Дежуров, Стрекалов і Тагард повернулися на Землю на шатлі. | 9 діб 19 годин 22 хвилини Соловйов і Бударін — 75 діб 11 годин 20 хвилин    |
| 177 | 13 липня     | Діскавері STS-70 | Теренс Генрікс, Кевін Крегель, Ненсі Керрі, Доналд Томас, Мері Вебер                                                | США    | 70-й політ шатла. 21-й політ «Діскавері». | 8 діб 22 години 20 хвилин                                                   |
| 178 | 3 вересня    | «Союз ТМ-22»     | Юрій Павлович Гідзенко, Авдєєв Сергій Васильович, Томас Райтер (Німеччина)                                          | РФ     | 20-а довготривала експедиція на станції «Мир». | 179 діб 1 година 42 хвилини                                                 |
| 179 | 7 вересня    | Індевор STS-69   | Дейвід Вокер, Кеннет Кокрелл, Джеймс Восс, Джеймс Ньюман, Майкл Гернхардт                                           | США    | 71-й політ шатла. 9-й політ «Індевора». | 10 діб 20 годин 28 хвилин                                                   |
| 180 | 20 жовтня    | Колумбія STS-73  | Кеннет Боуерсокс, Кент Ромінджер, Катерина Коулман, Майкл Лопес-Алегріа, Кетрін Торнтон, Фред Леслі, Альберт Сакко  | США    | 72-й політ шаттла. 18-й політ «Колумбії». | 15 діб 21 година 52 хвилини                                                 |
| 181 | 12 листопада | Атлантіс STS-74  | Кеннет Камерон, Джеймс Холселл, Кріс Хедфілд (Канада), Джеррі Росс, Вільям Макартур                                 | США    | 73-й політ шатла. 15-й політ «Атлантіса». 4-й політ за програмою «Мир-Шатл». Друге стикування шатла зі станцією «Мир». | 8 діб 4 години 31 хвилина                                                   |

Підсумки року
- Космонавтів РФ — 83 (+3 за рік); Пілотованих польотів РФ — 80 (+2 за рік)
- Астронавтів США — 214 (+12 за рік); Пілотованих польотів США — 101 (+7 за рік)
- Космонавтів інших країн — 40 (+2 за рік)
- Всього астронавтів і космонавтів — 337 (+17 за рік)
- Всього пілотованих польотів — 181 (+9 за рік)
- Рекорд тривалості польоту (Поляков) = 10505 годин 58 хвилин (437 діб 17 годин 58 хвилин)
- Рекорд сумарної тривалості перебування в космосі — Поляков (за два польоти) = 15328 годин 332 хвилини) (638 діб 16 годин 33 хвилини).

## 1996 рік
| №   | Дата         | Корабель        | Екіпаж | Країна | Досягнення | Тривалість                                                    |
| --- | ------------ | --------------- | --- | ------ | --- | ------------------------------------------------------------- |
| 182 | 11 січня     | Індевор STS-72  | Брайан Даффі, Брент Джетт, Лерой Чиао, Вінстон Скотт, Коїті Ваката (Японія), Даніель Баррі                                                   | США    | 74-й політ шатла. 10-й політ «Індевора». | 8 діб 22 години 1 хвилина                                     |
| 183 | 21 лютого    | «Союз ТМ-23»    | Юрій Іванович Онуфрієнко, Юрій Володимирович Усачов                                                                                          | РФ     | 21-я довготривала експедиція на станції «Мир». | 193 доби 19 годин 8 хвилин                                    |
| 184 | 22 лютого    | Колумбія STS-75 | Ендрю Аллен,, Скотт Хоровітц, Джеффрі Хофман, Мауріціо Келі (Італія), Клод Нікольє (Швейцарія), Франклін Чанг-Діаз, Умберто Гвідоні (Італія) | США    | 75-й політ шатла. 19-й політ «Колумбії». | 13 діб 16 годин 14 хвилин                                     |
| 185 | 22 березня   | Атлантіс STS-76 | Кевін Чілтон,Річард Сирфосс, Лінда Годвін, Майкл Кліффорд, Рональд Сега, Шеннон Лусід                                                        | США    | 76-й політ шатла. 16-й політ «Атлантіса». 5-й політ за програмою «Мир-Шатл». Третє стикування шатла зі станцією «Мир». Шенон залишилася на станції «Мир» і повернулася на Землю на «Атлантісі STS-79», провівши рекордно тривалий час у космосі для американських астронавтів, і одночасно для жінок. | 9 діб 5 годин 16 хвилин Шеннон — 188 діб 4 години 0 хвилин    |
| 186 | 19 травня    | Індевор STS-77  | Джон Каспер, Кертіс Браун, Енді Томас, Деніел Бурш, Маріо Ранко, Марк Гарно (Канада)                                                         | США    | 77-й політ шатла. 11-й політ «Індевора». | 10 діб 2 години 30 хвилин                                     |
| 187 | 20 червня    | Колумбія STS-78 | Теренс Генрікс, Кевін Крегель, Річард Ліннехан, Сьюзен Гелмс, Чарльз Брейді, Жан-Жак Фав'є (Франція), Роберт Терск (Канада)                  | США    | 78-й політ шатла. 20-й політ «Колумбії». | 16 діб 21 година 48 хвилин                                    |
| 188 | 17 серпня    | «Союз ТМ-24»    | Валерій Григорович Корзун, Олександр Юрійович Калері, Клоді Еньєре (Франція)                                                                 | РФ     | 22-я довготривала експедиція на станції «Мир». Еньєре — перша французька жінка-космонавт, повернулася на Землю на «Союзі ТМ-23». | 196 діб 17 годин 26 хвилин Еньєре — 15 діб 18 годин 2 хвилини |
| 189 | 16 вересня   | Атлантіс STS-79 | Вільям Редді, Терренс Вілкатт, Джей Епт, Томас Ейкерс, Карл Волз, Джон Блаха                                                                 | США    | 79-й політ шатла. 17-й політ «Атлантіса». 6-й політ за програмою «Мир-Шатл». Четверте стикування шатла зі станцією «Мир». Блаха залишився на станції і повернувся на Землю на «Атлантісі STS-81». Шеннон повернулася на Землю.                                                                        | 10 діб 3 годин 19 хвилин Блаха — 128 діб 5 годин 28 хвилин    |
| 190 | 19 листопада | Колумбія STS-80 | Кеннет Кокрелл, Кент Ромінджер, Тамара Джерніган, Томас Джоунс, Сторі Масгрейв                                                               | США    | 80-й політ шатла. 21-й політ «Колумбії». Масгрейв здійснює другим, після Янга, шостий космічний політ. Найтриваліший політ шатла за всю історію. | 17 діб 15 годин 53 хвилин                                     |

Підсумки року
- Космонавтів РФ — 85 (+2 за рік); Пілотованих польотів РФ — 82 (+2 за рік)
- Астронавтів США — 221 (+7 за рік); Пілотованих польотів США — 108 (+7 за рік)
- Космонавтів інших країн — 46 (+6 за рік);
- Всього астронавтів і космонавтів — 352 (+15 за рік)
- Всього пілотованих польотів — 190 (+9 за рік)
- Рекорд тривалості польоту (Поляков) = 10505 годин 58 хвилин (437 діб 17 годин 58 хвилин)
- Рекорд сумарної тривалості перебування в космосі — Поляков (за два польоти) = 15328 годин 332 хвилини (638 діб 16 годин 33 хвилини).

## 1997 рік
| №   | Дата         | Корабель         | Екіпаж | Країна | Досягнення | Тривалість                                                        |
| --- | ------------ | ---------------- | --- | ------ | --- | ----------------------------------------------------------------- |
| 191 | 12 січня     | Атлантіс STS-81  | Майкл Бейкер, Брент Джетт, Пітер Вайсофф, Джон Грансфелд, Марша Айвінс, Джеррі Ліненджер                                     | США    | 81-й політ шатла. 18-й політ «Атлантіса». 7-й політ за програмою «Мир-Шатл». П'яте стикування шатла зі станцією «Мир». Ліненджер залишився на станції і повернувся на Землю на «Атлантісі STS-84». Блаха повернувся на Землю. | 10 діб 4 години 56 хвилин Ліненджер — 132 доби 4 години 00 хвилин |
| 192 | 10 лютого    | «Союз ТМ-25»     | Василь Васильович Циблієв, Олександр Іванович Лазуткін, Райнхольд Евальд (Німеччина)                                         | РФ     | 23-я довготривала експедиція на станції «Мир». Евальд повернувся на Землю на «Союзі ТМ-24». | 184 доби 22 години 8 хвилин Евальд — 19 діб 16 годин 35 хвилин    |
| 193 | 11 лютого    | Діскавері STS-82 | Кеннет Баверсокс, Скотт Горовітц, Джозеф Таннер, Стівен Хоулі, Грегорі Гарбо, Марк Лі, Стівен Сміт                           | США    | 82-й політ шатла. 22-й політ «Діскавері». Друга експедиція по обслуговуванню телескопа Габбл. | 9 діб 23 години 36 хвилин                                         |
| 194 | 4 квітня     | Колумбія STS-83  | Джеймс Голселл, Сьюзен Стілл, Дженіс Восс, Майкл Гернхардт, Доналд Томас, Роджер Крауч, Грегорі Лінтеріс                     | США    | 83-й політ шатла. 22-й політ «Колумбії». | 3 доби 23 години 34 хвилини                                       |
| 195 | 15 травня    | Атлантіс STS-84  | Чарлз Прекорт, Айлін Коллінз, Жан-Франсуа Клервуа (Франція), Карлос Норьега, Едвард Лу, Олена Кондакова (РФ), Майкл Фоул     | США    | 84-й політ шатла. 19-й політ «Атлантіса». 8-й політ за програмою «Мир-Шатл». Шосте стикування шатла зі станцією «Мир». Фоул залишився на станції і повернувся на Землю на «Атлантісі STS-86». Ліненджер повернувся на Землю.  | 9 діб 5 годин 21 хвилина Фоулі — 144 доби 13 годин 47 хвилин      |
| 196 | 1 липня      | Колумбія STS-94  | Джеймс Голселл, Сьюзен Стілл, Дженіс Восс, Майкл Гернхардт, Доналд Томас, Роджер Крауч, Грегорі Лінтеріс                     | США    | 85-й політ шатла. 23-й політ «Колумбії». Повторення невдалого польоту STS-83. | 15 діб 16 годин 45 хвилин                                         |
| 197 | 5 серпня     | «Союз ТМ-26»     | Анатолій Якович Соловйов, Павло Володимирович Виноградов                                                                     | РФ     | 24-а довготривала експедиція на станції «Мир». | 197 діб 17 годин 3 хвилини                                        |
| 198 | 7 серпня     | Діскавері STS-85 | Кертіс Браун, Кент Роминджер, Ненсі Дейвіс, Роберт Кербім, Стефен Робінсон, Б'ярні Тріггвасон (Канада)                       | США    | 86-й політ шатла. 23-й політ «Діскавері». | 11 діб 20 годин 27 хвилин                                         |
| 199 | 26 вересня   | Атлантіс STS-86  | Джеймс Везербі, Майкл Блумфілд, Скотт Паразінськи, Володимир Титов (РФ), Жан-Лу Кретьєн (Франція), Венді Лоуренс, Девід Вулф | США    | 87-й політ шатла. 20-й політ «Атлантіса». 9-й політ за програмою «Мир-Шатл». Сьоме стикування шатла зі станцією «Мир». Вулф залишився на станції і повернувся на Землю на «Індеворі STS-89». Фоул повернувся на Землю.        | 10 діб 19 годин 21 хвилина Вулф — 127 діб 20 годин 1 хвилина      |
| 200 | 19 листопада | Колумбія STS-87  | Кевін Крегель, Стівен Ліндсі, Калпана Чавла, Вінстон Скотт, Такао Дої (Японія), Леонід Каденюк (Україна)                     | США    | 88-й політ шатла. 24-й політ «Колумбії». Каденюк — перший космонавт України. | 15 діб 16 годин 34 хвилини                                        |

Підсумки року
- Космонавтів РФ — 87 (+2 за рік); Пілотованих польотів РФ — 84 (+2 за рік)
- Астронавтів США — 231 (+10 за рік); Пілотованих польотів США — 116 (+8 за рік)
- Космонавтів інших країн — 50 (+4 за рік);
- Всього астронавтів і космонавтів — 368 (+16 за рік)
- Всього пілотованих польотів — 200 (+10 за рік)
- Рекорд тривалості польоту (Поляков) = 10505 годин 58 хвилин (437 діб 17 годин 58 хвилин)
- Рекорд сумарної тривалості перебування в космосі — Поляков (за два польоти) = 15328 годин 332 хвилини (638 діб 16 годин 33 хвилини).

## 1998 рік
| №   | Дата      | Корабель         | Екіпаж | Країна | Досягнення | Тривалість                                                                                           |
| --- | --------- | ---------------- | --- | ------ | --- | --- |
| 201 | 22 січня  | Індевор STS-89   | Терренс Вілкатт, Джо Едвардс, Джеймс Райлі, Майкл Андерсон, Бонні Данбар, Саліжан Шаріпов (РФ), Енді Томас              | США    | 89-й політ шатла. 12-й політ «Індевора». 10-й політ за програмою «Мир-Шатл». Восьме стикування шатла зі станцією «Мир». Вулф повернувся на Землю. Томас залишився на станції і повернувся на Землю на «Діскавері STS-91».                                                                        | 8 діб 19 годин 47 хвилин Томас — 140 діб 15 годин 12 хвилин                                          |
| 202 | 29 січня  | «Союз ТМ-27»     | Талгат Амангельдийович Мусабаєв, Микола Михайлович Бударін, Леопольд Ейартц (Франція)                                   | РФ     | 25-а довготривала експедиція на станції «Мир». Ейартц повернувся на Землю на «Союзі ТМ-26» | 207 діб 12 годин 49 хвилин Ейартц — 20 діб 16 годин 36 хвилин                                        |
| 203 | 17 квітня | Колумбія STS-90  | Річард Сірфосс, Скотт Альтман, Річард Ліннехан, Кетрін Хайр, Давид Вільямс (Канада), Джей Бакі, Джеймс Павелчик         | США    | 90-й політ шатла. 25-й політ «Колумбії». | 15 діб 21 година 50 хвилин                                                                           |
| 204 | 2 червня  | Діскавері STS-91 | Чарлз Прекорт, Домінік Горі, Франклін Чанг-Діаз, Венді Лоуренс, Джанет Каванді, Валерій Рюмін (РФ)                      | США    | 91-й політ шатла. 24-й політ «Діскавері». 11-й політ за програмою «Мир-Шатл». Дев'яте (і останнє) стикування шатла зі станцією «Мир». Томас повернувся на Землю. | 9 діб 19 годин 48 хвилин                                                                             |
| 205 | 13 серпня | «Союз ТМ-28»     | Геннадій Іванович Падалка, Авдєєв Сергій Васильович, Юрій Михайлович Батурін                                            | РФ     | 26-а довготривала експедиція на станції «Мир». Батурин повернувся на Землю на «Союзі ТМ-27». Падалка повернувся на Землю на «Союзі ТМ-28». Авдєєв повернувся на Землю на «Союзі ТМ-29». За сумою трьох польотів Авдєєв стаєв рекордсменом — 17942 години 12 хвилин (747 діб 14 годин 12 хвилин). | 198 діб 16 годин 31 хвилина Батурин — 11 діб 19 годин 40 хвилин Авдєєв — 379 діб 14 годин 51 хвилина |
| 206 | 29 жовтня | Діскавері STS-95 | Кертіс Браун, Стівен Ліндсі, Скотт Паразінськи, Стефен Робінсон, Педро Дуке (Іспанія), Тіакі Найто (Японія), Джон Гленн | США    | 92-й політ шатла. 25-й політ «Діскавері». Дуке — перший астронавт з Іспанії. Гленн здійснив другий політ у віці 77 років. | 8 діб 21 година 44 хвилини                                                                           |
| 207 | 4 грудня  | Індевор STS-88   | Роберт Кабана, Фредерік Стеркоу, Джеймс Ньюман, Ненсі Керрі, Джеррі Росс, Сергій Крикальов(РФ)                          | США    | 93-й політ шатла. 13-й політ «Індевора». Перший американський модуль пристикований до МКС. | 11 діб 19 годин 18 хвилин                                                                            |

Підсумки року
- Космонавтів РФ — 90 (+3 за рік); Пілотованих польотів РФ — 86 (+2 за рік)
- Астронавтів США — 241 (+10 за рік); Пілотованих польотів США — 121 (+5 за рік)
- Космонавтів інших країн — 53 (+3 за рік)
- Всього астронавтів і космонавтів — 384 (+16 за рік)
- Всього пілотованих польотів — 207 (+7 за рік)
- Рекорд тривалості польоту (Поляков) = 10505 годин 58 хвилин (437 діб 17 годин 58 хвилин)
- Рекорд сумарної тривалості перебування у космосі — Поляков (за два польоти) = 15328 годин 332 хвилини (638 діб 16 годин 33 хвилини).

## 1999 рік
| №   | Дата      | Корабель          | Екіпаж | Країна | Досягнення | Тривалість                                                   |
| --- | --------- | ----------------- | --- | ------ | --- | ------------------------------------------------------------ |
| 208 | 20 лютого | «Союз ТМ-29»      | Віктор Михайлович Афанасьєв, Жан-П'єр Еньєре (Франція), Іван Белла (Словаччина)                                             | РФ     | 27-а довготривала експедиція на станції «Мир». Белла — перший космонавт зі Словаччини, повернувся на Землю на «Союзі ТМ-28». Афанасьєв, Еньєре і Авдєєв покинули станцію «Мир» і повернулися на Землю 28 серпня. Станція «Мир» знелюдніла. За сумою трьох польотів Авдєєв став рекордсменом — 17942 години 12 хвилин (747 діб 14 годин 12 хвилин). | 188 діб 20 годин 16 хвилин Белла — 7 діб 21 година 56 хвилин |
| 209 | 27 травня | Діскавері STS-96  | Кент Роминджер, Рік Хасбанд, Даніель Баррі, Валерій Токарєв (РФ), Еллен Очоа, Жюлі Пейет (Канада), Тамара Джерніган         | США    | 94-й політ шатла. 26-й політ «Діскавері». | 9 діб 19 годин 13 хвилин                                     |
| 210 | 23 липня  | Колумбія STS-93   | Айлін Коллінз, Джеффрі Ешбі, Мішель Тоніні (Франція), Стівен Хоулі, Катерина Коулман                                        | США    | 95-й політ шатла. 26-й політ «Колумбії». Коллінз — перша жінка-командир космічного корабля. | 4 доби 22 години 50 хвилин                                   |
| 211 | 19 грудня | Діскавері STS-103 | Кертіс Браун, Скотт Келлі, Стівен Сміт, Майкл Фоул, Джон Грансфелд, Клод Нікольє (Швейцарія), Жан-Франсуа Клервуа (Франція) | США    | 96-й політ шатла. 27-й політ «Діскавері». Третя експедиція по обслуговуванню телескопа Габбл. | 7 діб 23 години 11 хвилина                                   |

Підсумки року
- Космонавтів РФ — 91 (+1 за рік); Пілотованих польотів РФ — 87 (+1 за рік)
- Астронавтів США — 244 (+3 за рік); Пілотованих польотів США — 124 (+3 за рік)
- Космонавтів інших країн — 55 (+2 за рік)
- Всього астронавтів і космонавтів — 390 (+6 за рік)
- Всього пілотованих польотів — 211 (+4 за рік)
- Рекорд тривалості польоту (Поляков) = 10505 годин 58 хвилин (437 діб 17 годин 58 хвилин)
- Рекорд сумарної тривалості перебування в космосі — Авдєєв (за три польоти) = 17942 години 12 хвилин (747 діб 14 годин 12 хвилин).